# Strausz Farkas
Strauszenberghi Strausz Farkas Sándor (Nagylengyel, Zala vármegye, 1863. május 23. – Nagylengyel, Zala vármegye, 1946. december 7.) MÁV főellenőr, nagylengyeli földbirtokos, a századfordulón a magyarság számára Szlavoniában Julián-iskolákat szervezett.

## Családja és származása
A római katolikus nemesi származású strauszenbergi Strausz család sarja. Ősapja, a Mosonmagyaróváron lakó strauszenberghi Strausz Ferenc Márton volt, aki 1702 május 26.-án szerzett indigenátust (a nemesség magyar honosságát) valamint családi címert I. Lipót magyar királytól. Apja strauszenberghi Strausz Sándor (1831–1922), Zala vármegye bizottsági tag, zalai esküdt, körjegyző, a "Zalamegyei Gazdasági Egyesület" tagja, a zalamegyei gazdakör tagja, nagylengyeli birtokos, anyja a boldogfai Farkas család sarja, boldogfai Farkas Krisztina (1837–1883) asszony volt. Strausz Sándorné boldogfai Farkas Krisztina szülei boldogfai Farkas Ferenc (1779–1844), jogász, Zala vármegye táblabírája, földbirtokos, és Joó Borbála (1811–1881) asszony voltak. Keresztszülei pálfiszeghi Pálffy Elek (1840–1895), földbirtokos, és nővére pálfiszegi Pálffy Karolina kisasszony (a majdani lukafalvi és zarkaházi Zarka Józsefné) voltak. Egyik fivére strauszenberghi dr. Strausz Sándor Domonkos (1867–1932) jogász, földbirtokos, Komárom vármegyei királyi ítélő táblai bíró; nővére strauszenberghi Straussz Borbála (1861-1952), akinek a férje udvardi és básthi Udvardy Vince (1854-1922), városi képviselő-testületnek a tagja, a zalaegerszegi állami főgimnáziumi tanára, Zala vármegye törvényhatósági bizottságnak a tagja volt. Apai ágon első fokú unokatestvérei strauszenbergi Strausz Flórián (1863–1952) pápai prélátus, alsólendvai esperes, valamint strauszenberghi Strausz Antal (1872–1935) római katolikus pap, veszprémi kanonok, zsinati bíró, zalai főesperes, bői címzetes prépost voltak. Strausz Farkas egyik unokaöccse dr. Sólyi Antal (született: Strausz Antal) (1913–1945), neves magyar matematikus volt; másik unokaöccse dr. udvardi és básthi Udvardy Jenő (1880–1941) jogász, magyar királyi kormányfőtanácsos, a zalaegerszegi ügyvédi kamara elnöke volt. Anyai ágon elsőfokú unokatestvérei dr. boldogfai Farkas István (1875–1921) jogász, a sümegi járás főszolgabírája és vitéz boldogfai Farkas Sándor (1880–1946), császári és királyi ezredes, az Osztrák Császári Vaskorona-rend lovagja, 1935 és 1939 között Zala vármegye Vitézi Rend székkapitánya voltak. 

## Élete
Főgimnáziumi érettségit Pozsonyban tette le, majd Budapesten járt az egyetemre és a vasúti tiszti tanfolyamot végezte el. Pályáját a MÁV igazgatóságánál kezdte, amely beosztásban a gácsországi kartelbizottságban képviselte az északkeleti és a magyar államvasutat. Később Szlavóniába helyezték át, ahol tagja lett az országos kivándorlási bizottságnak. Hegedűs Sándor akkori kereskedelmi miniszter és Nagy Ferenc akkori kereskedelmi államtitkár bizalmából Szlavóniában 22 hitelszövetkezetet, Bródban és Eszéken Julián-iskolákat szervezett az ottani magyarság számára. Onnan a szegedi üzletvezetőséghez került és hosszú szolgálat után vonult nyugalomba, mely alkalommal felsőbb hatósága a legteljesebb elismerését fejezte ki hivatali működése fölött. 1906-tól gazdálkodott saját nagylengyeli birtokán. A hozzá közelállók tudták, hogy szabad óráiban a költészet Múzsájának áldozta, azonban verseit, melyek nagyrészt hazafiasak és irredenták, nem akarta megjelentetni. Tagja volt a községi képviselőtestületnek.
A kommunizmus bejövetele után[pontosabban?] családi vagyonától őt és rokonait megfosztották, kitelepítették. 1946. december 7-én hunyt el Nagylengyelben 83 évesen.